# Insurgentes (álbum)
Insurgentes es el título del primer disco de estudio publicado por el músico y productor británico Steven Wilson, conocido por ser el fundador y líder de la banda de rock progresivo Porcupine Tree. El álbum fue grabado alrededor del mundo en estudios desde Ciudad de México hasta Japón e Israel, entre enero y agosto del 2008, y lanzado en noviembre de 2008 como una versión especial multi-disco de lujo por correo, con lanzamiento al por menor más tarde (febrero del 2009). El álbum lleva el nombre de la avenida de los Insurgentes, una de las calles más largas de Ciudad de México, cerca de donde se llevó a cabo la grabación.

## Historia
Wilson tardó tanto en publicar un disco como solista porque, declara, estuvo más de veinte años "experimentando y explorando" en diversos proyectos hasta sentirse listo para "juntar todas las hebras de su personalidad musical" y que fuera "cohesivo y completo, y no sonara como un revoltijo esquizofrénico de ideas." El proceso creativo se llevó a cabo en un viaje a través del mundo de Wilson con su amigo y encargado artístico Lasse Hoile, lo que fue grabado para una película/documental homónima realizada para el álbum. Esto influyó en algunos títulos en español y el uso de instrumentos japoneses en algunas pistas.
El título del álbum, además de referirse a la calle antes mencionada, se debe a la heterodoxa o "rebelde" forma en que Wilson ha llevado a cabo su carrera.
La pista "Veneno Para Las Hadas" fue llamada en honor a la película de horror mexicana del mismo nombre de 1984 dirigida por Carlos Enrique Taboada.

## Influencias
Steven Wilson menciona la música post-punk y shoegaze como una mayor influencia para el álbum, citando a bandas como Joy Division y The Cure. Él dice que el álbum es igualmente muy orientado al noise y drone y que refleja cada aspecto de su personalidad musical, con la excepción del metal.

## Lanzamiento

### Sencillos
Un sencillo para la canción "Harmony Korine" fue lanzado el 23 de febrero, en un vinilo de 7 pulgadas con opciones de negro, blanco, o rojo, cada una limitada a mil copias. El lado A es una edición remezclada de la pista del álbum "Harmony Korine", y el lado B es una pista llamada "The 78", previamente solo disponible como una pista oculta intitulada en el disco bonus de la edición de lujo. Un video promocional del sencillo fue publicado en el mini sitio y por el canal de YouTube de Lasse Hoile. Poco después de que el filme apareciera en el sitio web de la revista Blender.[cita requerida] El tema fue "Song of the day" ("Canción del día" en español) de NPR el 4 de marzo de 2009.

## Lista de canciones
| Edición estándar |                                            |          |  |
| N.º              | Título                                     | Duración |  |
| 1.               | «Harmony Korine»                           | 5:08     |  |
| 2.               | «Abandoner»                                | 4:48     |  |
| 3.               | «Salvaging»                                | 8:17     |  |
| 4.               | «Veneno Para Las Hadas»                    | 5:57     |  |
| 5.               | «No Twilight Within the Courts of the Sun» | 8:37     |  |
| 6.               | «Significant Other»                        | 4:31     |  |
| 7.               | «Only Child»                               | 4:24     |  |
| 8.               | «Twilight Coda»                            | 3:25     |  |
| 9.               | «Get All You Deserve»                      | 6:17     |  |
| 10.              | «Insurgentes»                              | 3:55     |  |
| 47:49            |                                            |          |  |